# Max Rötger (Beamter, 1830)
Max Gotthilf Rötger (* 24. Mai 1830 in Tangermünde; † 19. September 1886 in Berlin) war ein deutscher Verwaltungsjurist in Preußen. Zuletzt war er Präsident der Seehandlungsgesellschaft.

## Leben
Rötger studierte Rechtswissenschaften und wurde 1849 Mitglied der Bonner Burschenschaft Frankonia. Danach trat er zunächst in den preußischen Justizdienst ein. Im Jahr 1857 war er Gerichtsassessor. Danach wechselte er in den Staatsdienst und war bis 1863 als Regierungsassessor Spezialkommissar in Wittenberg. Otto von Camphausen holte ihn 1872 im Range eines Geheimen Finanzrates als Hilfsarbeiter ins preußische Finanzministerium. Er war vor allem in der Staatsschuldenverwaltung tätig. Im Jahr 1875 wurde er zum Geheimen Oberfinanzrat ernannt. Kurze Zeit war er 1880 Ministerialdirektor und Wirklicher Geheimer Oberregierungsrat im preußischen Landwirtschaftsministerium. Zwischen Juni 1880 und 1886 war er Präsident des preußischen Seehandlung. Er saß ab 1884 im Preußischen Staatsrat und ab 1885 im Preußischen Herrenhaus. 
Max Rötger starb in der Nacht zum 19. September 1886 im Alter von 56 Jahren in Berlin an einem Herzinfarkt. Er wurde auf dem Friedhof I der Jerusalems- und Neuen Kirchengemeinde vor dem Halleschen Tor beigesetzt. Das Grab ist nicht erhalten. Sein Sohn ist der Verwaltungs- und Industriejurist Max Rötger.